# カンポ・ペケーノ闘牛場
カンポ・ペケーノ闘牛場（ポルトガル語: Praça de Touros do Campo Pequeno）は、ポルトガルの首都リスボンにある闘牛場（en:Bullring）。共和国大通り（Avenida da República）沿いのカンポ・ペケーノ広場にある。スペインのマドリードの闘牛場を参考に、1890年から1892年にこの地に建てられ、2006年に大規模な改築が行われた。改築後は、闘牛だけでなくコンサート等各種イベントの開催も可能な施設となっており、地下は商業施設やレストラン、駐車場となっている。

## 交通機関
- リスボン地下鉄 カンポ・ペケーノ駅より 約100m
- ポルトガル鉄道 エントレカンポス駅より 約300m